# Gladianus Smalhart
Gladianus Smalhart (Engels: Gilderoy Lockhart) is een personage uit de Harry Potterverhalen van J.K. Rowling. Hij is in de tovenaarswereld een beroemdheid en schrijver van bestsellers. Smalhart is een echte narcist en zeer overtuigd van zichzelf.
In het begin van het tweede schooljaar geeft Gladianus Smalhart een signeersessie in de winkel van Klieder & Vlek. Hij maakt daar bekend dat hij dat jaar zal les geven op Zweinsteins Hogeschool voor Hekserij en Hocus-Pocus.
Inderdaad geeft Smalhart één jaar les (Verweer tegen de Zwarte Kunsten). Hij is daar zeer populair bij het vrouwelijke deel van de bevolking, maar erg impopulair bij de mannen. In de loop van het schooljaar blijkt dat Smalhart beslist geen goede tovenaar is, maar het moet hebben van zijn uiterlijk en opschepperij. Hij begaat regelmatig blunders bij het uitspreken van toverspreuken. Zo laat hij een groepje aardmannetjes vrij in de klas terwijl hij geen idee heeft hoe hij ze weer moet vangen, en verwijdert hij de botten uit Harry Potters arm wanneer die zijn arm breekt tijdens een Zwerkbalwedstrijd.
Harry en Ron krijgen te horen dat Smalhart de Geheime Kamer probeert binnen te komen en besluiten hem te helpen. Dan blijkt dat Smalhart wil vluchten en de twee dwingen hem om mee te gaan. Maar beneden in de Kamer aangekomen loopt alles fout: Smalhart heeft Rons staf te pakken gekregen en wil daarmee hun geheugen wissen om een nieuw verhaal te maken over de grote mislukking in de kamer. Echter, wanneer hij zijn beroemde spreuk "Amnesia Completa" (de enige spreuk die hij wél goed beheerst) over Harry en Ron wil uitspreken om te voorkomen dat zij wereldkundig maken dat Smalhart een charlatan is, gebruikt hij ongelukkigerwijs Rons beschadigde toverstaf en belandt zelf in St. Holisto's Hospitaal voor Magische Ziektes en Zwaktes met een permanente hersenbeschadiging.
Uiteindelijk blijkt dat Smalhart geen van de avonturen die hij in zijn boeken heeft beschreven zelf heeft beleefd, maar dat hij telkens met andermans veren pronkt.

## Boeken
Boeken die Smalhart heeft geschreven:
- Mijn Betoverende Ik (autobiografie)
- Zwerven met Zombies
- Gekuier met Geesten
- Flaneren met Feeksen
- Tripjes met Trollen
- Vakanties met Vampiers
- Wandelingen met Weerwolven
- Een Jaar met de Yeti
- Gladianus Smalharts Grote Ongediertegids